# Quality Control Music
Quality Control Music est un label discographique de hip-hop américain basé à Atlanta dans l'État de Géorgie. Il est fondé en 2012 par Pierre « Pee » Thomas et Kevin « Coach K » Lee et affilié à Motown et Capitol Music.

## Artistes

### Artistes du label
- City Girls
- Johnny Cinco
- Jordan Hollywood
- Kollision
- Lil Baby
- Lil Marlo
- Lil Yachty
- Migos
- OG Maco (en)
- Stefflon Don

### Producteurs et DJs affiliés
- OG Parker
- Quay Global
- DJ Durel

### Anciens membres
- Jose Guapo
- Rich the Kid
- Skippa da Flippa
- Young Greatness (en)
- Megan Thee Stallion
- Gunna (rappeur)

## Discographie

### Compilations
- 2014 : Solid Foundation
- 2017 : Quality Control: Control the Streets Vol. 1
- 2019 : Quality Control: Control the Streets Vol. 2